# Zophomyia tibialis
Zophomyia tibialis är en tvåvingeart som beskrevs av Macquart 1854. Zophomyia tibialis ingår i släktet Zophomyia och familjen parasitflugor.
Artens utbredningsområde är Belgien. Inga underarter finns listade i Catalogue of Life.